# 장성군수 선거
장성군수 선거는 전라남도 장성군의 군수를 선출하는 선거이다.

## 역대 민선 장성군수
| 선거   | 정당 | 정당         | 군수   |
| ------ | ---- | ------------ | ------ |
| 1995년 |      | 민주당       | 김흥식 |
| 1998년 |      | 무소속       | 김흥식 |
| 2002년 |      | 새천년민주당 | 김흥식 |
| 2006년 |      | 무소속       | 유두석 |
| 2007년 |      | 무소속       | 이청   |
| 2010년 |      | 민주당       | 김양수 |
| 2014년 |      | 무소속       | 유두석 |
| 2018년 |      | 무소속       | 유두석 |
| 2022년 |      | 더불어민주당 | 김한종 |

## 역대 선거 결과

### 제1회 전국동시지방선거
|  | 55.35% |

|  | 23.41% |

|  | 14.25% |

|  | 6.97% |

### 제2회 전국동시지방선거
|  | 62.57% |

|  | 37.42% |

### 제3회 전국동시지방선거
|  | 45.33% |

|  | 31.33% |

|  | 23.32% |

### 제4회 전국동시지방선거
|  | 51.27% |

|  | 39.75% |

|  | 8.97% |

### 2007년 대한민국 재보궐선거
유두석 군수의 군수직 상실로 인해 치러진 2007년 대한민국 재보궐선거에서 무소속 이청 후보가 당선되었다.

### 제5회 전국동시지방선거
|  | 51.30% |

|  | 48.69% |

### 제6회 전국동시지방선거
|  | 53.99% |

|  | 46.00% |

### 제7회 전국동시지방선거
|  | 55.93% |

|  | 44.06% |

### 제8회 전국동시지방선거
|  | 54.03% |

|  | 45.96% |